# 那須郡
那須郡（日语：／ Nasu gun */?）是栃木縣的一郡。人口154,881人、面積1,209.59km²。（2003年）
現轄有以下2町。
- 那須町
- 那珂川町

## 沿革
- 1889年4月1日 - 施行町村制，那須郡有蘆野町、川西町、黑羽町、大田原町、佐久山町、烏山町等6町24村成立。（6町24村）
- 1891年5月29日 - 武茂村改称馬頭町。（7町23村）